# Communauté de communes du Pays des Sorgues et des Monts de Vaucluse
Die Communauté de communes du Pays des Sorgues et des Monts de Vaucluse (inoffiziell auch: Communauté de communes Pays des Sorgues et Monts de Vaucluse) ist ein französischer Gemeindeverband mit der Rechtsform einer Communauté de communes im Département Vaucluse in der Region Provence-Alpes-Côte d’Azur. Sie wurde am 28. Dezember 2001 gegründet und umfasst fünf Gemeinden. Der Verwaltungssitz befindet sich im Ort L’Isle-sur-la-Sorgue.

## Mitgliedsgemeinden
| Gemeinde                                                            | Einwohner 1. Januar 2022 | Fläche km² | Dichte Einw./km² | Code INSEE | Postleitzahl |
| ------------------------------------------------------------------- | ------------------------ | ---------- | ---------------- | ---------- | ------------ |
| Châteauneuf-de-Gadagne                                              | 3.495                    | 13,48      | 259              | 84036      | 84470        |
| Fontaine-de-Vaucluse                                                | 576                      | 7,14       | 81               | 84139      | 84800        |
| L’Isle-sur-la-Sorgue                                                | 20.315                   | 44,57      | 456              | 84054      | 84800        |
| Le Thor                                                             | 8.887                    | 35,53      | 250              | 84132      | 84250        |
| Saumane-de-Vaucluse                                                 | 890                      | 20,81      | 43               | 84124      | 84800        |
| Communauté de communes du Pays des Sorgues et des Monts de Vaucluse | 34.163                   | 121,53     | 281              | –          | –            |